# Branko Ružić
Branko Ružić (Slavonski Brod, 4. ožujka 1919. — Zagreb, 27. studenoga 1997.) je bio hrvatski kipar i slikar. Stvarajući kiparska djela, istodobno arhetipska i suvremena, zauzima istaknuto mjesto u hrvatskom suvremenom kiparstvu.

## Životopis
Rođen je 4. ožujka 1919. godine u Slavonskom Brodu, tadašnjem "Brodu na Savi". U Vinkovcima je završio srednju školu, a 1944. godine diplomirao kiparstvo na Akademiji likovnih umjetnosti u Zagrebu. 1948. godine, na istoj akademiji završio slikarstvo. Putovao je i stvarao po Italiji, Francuskoj i Ujedinjenom Kraljevstvu.
Bavio se pedagoškim radom te pisao o umjetnosti. Imao je šezdeset i sedam samostalnih izložaba u zemlji i inozemstvu. Njegovi radovi bili su izloženi na više od dvije stotine skupnih izložaba.
Od 1961. do 1985. godine, bio je profesor na Akademiji likovnih umjetnosti u Zagrebu. Od 1993. godine, sudjelovao je u pripremama za otvaranje galerije "Branko Ružić i suvremenici" u Slavonskom Brodu.
Preminuo je 27. studenoga 1997. godine u Zagrebu.

## Stvaralaštvo
Autor je brojnih spomenika i skulptura u Zagrebu, Osijeku, Vinkovcima, Sarajevu, Beogradu, Fallerslebenu, Wolfsburgu i Querceti.
Među njima isticaju:
- Spomenik „Moša Pijade“, Beograd 1969.[3]
- Spomenik „Ljudi“ (poznat kao „Skupina građana“), Osijek 1977.[3]
- Spomenik palim Zagrepčanima, Zagreb, 1981.[3]

## Likovni pedagoški rad
U njegovoj klasi likovnu umjetnost su završili Ljubica Dragojević Buble i drugi.

## Galerija
- Spomenik Moši Pijade pred zagradom „Politike“ u Beogradu
- Skulptura „Ljudi“, Osijek
- Spomenik palim Zagrepčanima u NOB-u, Dotrščina

## Nagrade
Dobitnik je petnaestak nagrada, od kojih su neke Nagrada općine Rovinj (1967., 1972.), Nagrada grada Zagreba (1968.) i "nagradu za životno djelo Vladimir Nazor" (1985.).

## Vanjske poveznice
Branko Ružić enciklopedija.hr